# Ширинчашма (джамоат)
Ширинчашма, или Ширинчашмаский джамоат (тадж. Ҷамоати деҳоти Ширинчашма) — сельская община (джамоат) в Таджикабадском районе Таджикистана. Административный центр — село Ширинчашма. 
В состав джамоата входят 6 сельских населённых пунктов. Население — 4 573 человек (2020 г.); 4 413 человек (2015 г.), таджики.
Образована в 2003 году.
Площадь джамоата — 84,2 км².
На территории джамоата имеется 1 региональная больница, 1 медицинский центр. Имеется несколько оросительных каналов (Утотур-Регак, Сурхкул-Регак-Себистон-Куҳдоман, Утотур-Навобод, Навобод-Турпи). Имеются средние и начальные общеобразовательные школы (№4 в Ширинчашме, №3 в Саринае, №30 в Себистоне, №29 в Кухдомане, №28 в Полезаке), в которых обучаются 822 ученика, из которых 389 девочек.

## Населённые пункты
| № | Населённый пункт | Тип населённого пункта | Население. |
| - | ---------------- | ---------------------- | ---------- |
| 1 | Кухдоман         | село                   | 194        |
| 2 | Полезак          | село                   | 1218       |
| 3 | Сардобак         | село                   | 75         |
| 4 | Саринай          | село                   | 997        |
| 5 | Себистон         | село                   | 296        |
| 6 | Ширинчашма       | село, адм. центр       | 1633       |